# Società Ginnastica Andrea Doria - Sezione Calcio 1902
Questa voce raccoglie le informazioni riguardanti la Società Ginnastica Andrea Doria nelle competizioni ufficiali della stagione 1902.

## Stagione
L'Andrea Doria nel 1902 esordisce nel campionato di calcio italiano ed il presidente dei biancoblu, Zaccaria Oberti, affida all'ex genoano Francesco Calì l'incarico di guidare il sodalizio genovese e renderlo competitivo; in ciò venne aiutato tra l'altro anche dal genoano James Spensley.
Il primo campionato termina dopo un solo incontro, poiché i biancoblu di Francesco Calì vengono sconfitti nell'incontro dell'eliminatoria ligure dal Genoa, con cui disputa il primo derby.
A fine maggio la squadra partecipa al torneo calcistico del campionato nazionale di ginnastica, aggiudicandosi la vittoria ad ex aequo con il Milan al termine della finale contro i rossoneri, terminata a reti bianche, ed il titolo di campione d'Italia, la Coppa Forza e Coraggio e la Corona di Quercia.

## Divise
La maglia era biancoblù, con divisione verticale a metà.
| Manica sinistra · Maglietta · Maglietta · Manica destra · Pantaloncini · Calzettoni |

## Organigramma societario
Area direttiva
- Presidente: Zaccaria Oberti

Area tecnica
- Capitano/Allenatore: Francesco Calì

## Rosa
| N. |                     | Ruolo | Calciatore         |
| -- | ------------------- | ----- | ------------------ |
|    | Italia (bandiera)   | P     | Riccardo Olivari   |
|    | Italia (bandiera)   | D     | Angelo Assereto    |
|    | Italia (bandiera)   | D     | Francesco Calì     |
|    | Svizzera (bandiera) | D     | Kurt Neuberth      |
|    | Italia (bandiera)   | D     | Antonio Pavesi     |
|    | Italia (bandiera)   | D     | Giovanni Venturini |
|    | Italia (bandiera)   | C     | Guido Bolognini    |
|    | Italia (bandiera)   | C     | Salvatore Calì     |
|    | Italia (bandiera)   | C     | Federico D'Amato   |
|    | Italia (bandiera)   | C     | Wallys Ghiglione   |
|    | Italia (bandiera)   | A     | Vittorio Ansaldo   |

| N. |                   | Ruolo | Calciatore         |
| -- | ----------------- | ----- | ------------------ |
|    | Italia (bandiera) | A     | Carlo Lancerotto   |
|    | Italia (bandiera) | A     | Giorgio Venturini  |
|    | Italia (bandiera) |       | Cesare Alziator    |
|    | Italia (bandiera) |       | Domenico Cozzi     |
|    | Italia (bandiera) |       | Albert Schmid      |
|    | Italia (bandiera) |       | Angelo Sciaccaluga |
|    | Italia (bandiera) |       | B. Van Praag       |
|    | Italia (bandiera) |       | Michele Vassalli   |
|    | Italia (bandiera) |       | Angelo Vassallo    |
|    | Italia (bandiera) |       | Mario Vico         |

## Calciomercato
| Acquisti | Acquisti          | Acquisti | Acquisti   |
| R.       | Nome              | da       | Modalità   |
| -------- | ----------------- | -------- | ---------- |
| D        | Francesco Calì    | Genoa    | definitivo |
| C        | Salvatore Calì    | Genoa    | definitivo |
| C        | Federico D'Amato  | Genoa    | definitivo |
| C        | Wallys Ghiglione  |          | svincolato |
| A        | Carlo Lancerotto  | Liguria  | definitivo |
| A        | Giorgio Venturini | Liguria  | definitivo |

| Cessioni | Cessioni | Cessioni | Cessioni |
| R.       | Nome     | a        | Modalità |
| -------- | -------- | -------- | -------- |

## Risultati

### Campionato Italiano di Football

#### Eliminatoria ligure
| Arbitro: | Weber (Torino) |

|                 |           |           |
| Pasteur Salvadè | Marcatori | Bolognini |

### Medaglia del Re

#### Quarti di finale
| Genova 2 febbraio 1902 Quarti di finale | Genoa     | 2 – 1 referto | Andrea Doria | Campo Sportivo di Ponte Carrega |
| \| \| \| \| \| ? \| Marcatori \| ? \|   |           |               |              |                                 |
|                                         |           |               |              |                                 |
| ?                                       | Marcatori | ?             |              |                                 |

### Torneo FGNI

#### Semifinale
| Milano 29 maggio 1902 Semifinale    | Mediolanum | 0 – 2 | Andrea Doria | Arena Civica |
| \| \| \| \| \| \| Marcatori \| ? \| |            |       |              |              |
|                                     |            |       |              |              |
|                                     | Marcatori  | ?     |              |              |

#### Finale
| Milano 31 maggio 1902 Finale | Milan | 0 – 0 (d.t.s.) referto | Andrea Doria | Arena Civica |

- Milan e Andrea Doria primi a pari merito.

## Statistiche

### Statistiche di squadra
| Competizione                    | Punti | In casa | In casa | In casa | In casa | In casa | In casa | In trasferta | In trasferta | In trasferta | In trasferta | In trasferta | In trasferta | Totale | Totale | Totale | Totale | Totale | Totale | DR |
| Competizione                    | Punti | G       | V       | N       | P       | Gf      | Gs      | G            | V            | N            | P            | Gf           | Gs           | G      | V      | N      | P      | Gf     | Gs     | DR |
| ------------------------------- | ----- | ------- | ------- | ------- | ------- | ------- | ------- | ------------ | ------------ | ------------ | ------------ | ------------ | ------------ | ------ | ------ | ------ | ------ | ------ | ------ | -- |
| Campionato Italiano di Football | 0     | 0       | 0       | 0       | 0       | 0       | 0       | 1            | 0            | 0            | 1            | 1            | 3            | 1      | 0      | 0      | 1      | 1      | 3      | -2 |
| Medaglia del Re                 | -     | 0       | 0       | 0       | 0       | 0       | 0       | 1            | 0            | 0            | 1            | 1            | 2            | 1      | 0      | 0      | 1      | 1      | 2      | -1 |
| Torneo FGNI                     | -     | 0       | 0       | 0       | 0       | 0       | 0       | 2            | 1            | 1            | 0            | 2            | 0            | 2      | 1      | 1      | 0      | 2      | 0      | +2 |
| Totale                          | 0     | 0       | 0       | 0       | 0       | 0       | 0       | 4            | 1            | 1            | 2            | 4            | 5            | 4      | 1      | 1      | 2      | 4      | 5      | -1 |

### Statistiche dei giocatori
| Giocatore     | Campionato Italiano di Football | Campionato Italiano di Football |
| Giocatore     | Presenze                        | Reti                            |
| ------------- | ------------------------------- | ------------------------------- |
| V. Ansaldo    | 1                               | 0                               |
| A. Assereto   | 1                               | 0                               |
| G. Bolognini  | 1                               | 1                               |
| F. Calì I     | 1                               | 0                               |
| S. Calì II    | 1                               | 0                               |
| F. D'Amato    | 1                               | 0                               |
| W. Ghiglione  | 1                               | 0                               |
| C. Lancerotto | 1                               | 0                               |
| R. Olivari    | 1                               | -3                              |
| A. Pavesi     | 1                               | 0                               |
| G. Venturini  | 1                               | 0                               |